# Legends of Wrestling (serie)
Legends of Wrestling es una serie de videojuegos de lucha libre profesional basada en los mejores luchadores de todos los tiempos, de la WWE, ECW, NWA y WCW y otras empresas japonesas y mexicanas. La serie consta de tres juegos, Legends of Wrestling, Legends of Wrestling II y Showdown. Troback Entertainment ha declarado que están dispuestos a llevar esta serie de videojuegos a la próxima generación de videoconsolas aunque no confirmaron en que consolas ni en que fecha serán lanzados.

## Legends of wrestling
Legends of Wrestling fue lanzado en 2001 para las plataformas de PlayStation 2, Xbox y GameCube. El juego contiene a los mejores luchadores del pro-wrestling

## Legends of wrestling II
En 2002 una secuela de Legends of Wrestling, fue lanzada al mercado. El juego fue lanzado para la Xbox el 5 de diciembre de 2002. El juego contiene 24 nuevos luchadores, aunque también excluye a Rob Van Dam, muchos afirman que su exclusión fue debido a que firmó un contrato can la empresa WWF. Sin embargo, el juego logró que apareciera el luchador Eddie Guerrero, quien a pesar de estar desempleado durante ese tiempo volvió a firmar con la WWF cuando el juego fue lanzado.
Las versiones de PlayStation 2 y Xbox incluyó entrevistas en video con muchas de las leyendas que aparecieron en el juego, mientras que la versión europea del juego incluyó leyendas Británicas

## Showdown
Showdown: Legends of Wrestling es la tercera y última entrega de la serie de videojuegos Legends of Wrestling el juego fue desarrollado por Acclaim Entertainment, y fue lanzado para Xbox y PlayStation 2. También se tenía palneado lanzar una versión del juego para PC y GameCube pero fueron cancelados.

## Roster
Todas personajes son leyendas de la lucha libre profesional, por lo que el juego couenta con una gran lista de personajes. Varios personajes aparecen en los tres juegos que han sido producidos hasta ahora, mientras que otros sólo hacen una o dos apariciones en los juegos. Legends of Wrestling II también cuenta con personajes ficticios con los cuales el jugador puedrá competir, pero no podrá usar.